# آرتور بیکر (موسیقی‌دان)
آرتور بیکر (انگلیسی: Arthur Baker؛ زادهٔ ۲۲ آوریل ۱۹۵۵) یک موسیقی‌دان اهل ایالات متحده آمریکا است.